# Bethesda Softworks
Bethesda Softworks, LLC, dio ZeniMax Media Company, je razvijač i izdavač računarskih i video igara.

## Prošlost
je razvijač i izdavač interaktivnog zabavnog sadržaja već dvije decenije. Osnovana 1986. godine sa strane  u Bethesdi, Maryland; premjestila se u Rokvil (Merilend) 1990. godine, i imaju dugu istoriju PC igara i igara za konzole. Bethesdu je kupila kompanija ZeniMax Media, Inc., čiji je saosnivač bio Weaver, 1999. godine.
Sa širokim spektrom igara iz žanrova role-playing, utrke, simulacije i sportovi, glavni naslovi Bethesde Softworks se distribuišu širom svijeta.
Bethesdi se dodjeljuje pravljenje prve sportske simulacije bazirane na fizici (Gridiron) 1986. godine za Atari ST, Commodore Amiga i Commodore 64/128, što je dovelo do Bethesdinog uratka, prve John Madden Football igre za Electronic Arts. Pored njihove duge istorije u razvijanju mnogih žanrova, najpoznatiji su po svojoj The Elder Scrolls RPG seriji koju je Weaver pokrenuo 1992. godine. Ona se zasniva na originalnom programiranju Džuliana Lefaja. Prvo poglavlje serije, pod nazivom The Elder Scrolls: Arena, je izdano 1994. godine. Od tada, izdana su brojna druga poglavlja. Posljednje poglavlje, The Elder Scrolls: Oblivion'', je izdano u martu 2006. godine.
Bethesda je takođe izdavač za tri nove Star Trek igre, Star Trek - Legacy (za PC/Xbox 360), Star Trek - Tactical Assault (za Nintendo DS/Playstation Portable), i Star Trek - Encounters (za PlayStation 2).  Архивирано на веб-сајту  (31. мај 2020)

## Logoi
Bethesda koristi dva logoa. "Bethesda Game Studios" se često koristi za označavanje igara koje razvijaju njihovi timovi. Ovaj logo se povremeno može vidjeti na igrama koje se izdavaju u stranim državama sa strane stranih izdavača, a čiji je prvobitan razvijač Bethesda. "Bethesda Softworks" se često koristi za označavanje igara koje je Bethesda "izdala", ali ne uvijek i razvila. Ovakva upotreba se ne odnosi na svaku pojedinačnu igru.

## The Elder Scrolls serije
- (1994)
- (1996)
- (1997)
- (1998)
- (2002)
- (2002)
- (2003)
- (2003)
- (2004)
- (2004)
- * (2006)
- (2006)
- (2006)
- The Elder Scrolls V: Skyrim[1] (2011)

Serije Elder Scrolls Travel: Shadowkey, Stormhold i Dawnstar su razvijene zajedno sa sestrinskim studiom Vir2L, dijelom kompanije ZeniMax Media.

## Igre u razvoju Bethesda Game Studiosa
| Igra      | Datum izdavanja | Platforme | Veb lokacija |
| --------- | --------------- | --------- | ------------ |
| Fallout 3 | nepoznat        | PC        |              |

## Igre koje će Bethesda Softworks izdati
| Igra                        | Datum izdavanja | Platforme                             | Veb lokacija                                  |
| --------------------------- | --------------- | ------------------------------------- | --------------------------------------------- |
| Star Trek: Legacy           | 2006            | Windows, Xbox 360                     | Link Архивирано на веб-сајту (1. јануар 2007) |
| Star Trek: Tactical Assault | 2006            | PSP, Nintendo DS                      | Link Архивирано на веб-сајту (1. јануар 2007) |
| Rogue Warrior: Black Razor  | 2007            | Windows, Xbox 360, PS3                | Link Архивирано на веб-сајту (3. јануар 2007) |
| Wolfenstein: The New Order  | 2013            | Windows, Xbox 360, PS3, PS4, Xbox One |                                               |

Službena lista igara koje su trenutno u razvoju Архивирано на веб-сајту  (3. јануар 2007)

## Lista igara Bethesda Softworksa

### Igre razvijene i izdane sa strane Bethesde
| Godina | Naslov                                                                 | Žanrovi                       | Platforme                       |
| ------ | ---------------------------------------------------------------------- | ----------------------------- | ------------------------------- |
| 1986   | Gridiron!                                                              | Sport                         | Atari ST, Amiga, Commodore 64   |
| 1988   | Wayne Gretzky Hockey                                                   | Sport                         | Amiga, Atari ST, DOS, NES       |
| 1990   | Wayne Gretzky Hockey 2                                                 | Sport                         | DOS                             |
| 1990   | Terminator, The                                                        | Akcija, Avantura              | DOS                             |
| 1990   | Hockey League Simulator                                                | Simulacija, Sport             | DOS                             |
| 1991   | Wayne Gretzky Hockey 3                                                 | Sport                         | DOS                             |
| 1991   | NCAA Basketball: Road To The Final Four ('91/'92 Edition)              | Sport                         | DOS                             |
| 1992   | Terminator 2029                                                        | Akcija, Strategija            | DOS                             |
| 1992   | Hockey League Simulator 2                                              | Simulacija, Sport, Strategija | DOS                             |
| 1993   | Terminator: Rampage, The                                               | Akcija                        | DOS                             |
| 1993   | Terminator 2029: Operation Scour Add-on                                | Akcija, Strategija            | DOS                             |
| 1993   | The Elder Scrolls: Arena                                               | Akcija, Avantura, RPG         | DOS                             |
| 1994   | Terminator 2029 - The Deluxe CD Edition                                | Akcija, Strategija            | DOS                             |
| 1994   | NCAA: Road to the Final Four 2                                         | Sport                         | DOS                             |
| 1994   | Delta V                                                                | Akcija, Utrke                 | DOS                             |
| 1995   | Terminator: Future Shock                                               | Akcija                        | DOS                             |
| 1996   | SkyNET                                                                 | Akcija                        | DOS                             |
| 1996   | The Elder Scrolls II: Daggerfall                                       | Avantura, RPG                 | DOS                             |
| 1997   | The Elder Scrolls Legends: Battlespire                                 | Akcija, RPG                   | DOS, Windows                    |
| 1997   | PBA Bowling                                                            | Sport                         | Windows                         |
| 1997   | XCar: Experimental Racing                                              | Utrke/Vožnja, Simulacija      | DOS                             |
| 1998   | Burnout: Championship Drag Racing                                      | Utrke, Simulacija             | DOS                             |
| 1998   | The Elder Scrolls Adventures: Redguard                                 | Avantura, RPG                 | Windows                         |
| 1998   | Symbiocom                                                              | Avantura                      | Windows                         |
| 1998   | Zero Critical                                                          | Avantura                      | Windows                         |
| 1999   | NIRA Intense Import Drag Racing                                        | Utrke/Vožnja                  | Windows                         |
| 1999   | Skip Barber Racing                                                     | Utrke/Vožnja                  | Windows                         |
| 2000   | PBA Bowling 2                                                          | Sport                         | Windows                         |
| 2000   | PBA Bowling 2001                                                       | Sport                         | Windows, Dreamcast              |
| 2000   | IHRA Drag Racing                                                       | Utrke/Vožnja, Simulacija      | Windows, PlayStation, Dreamcast |
| 2001   | IHRA Motorsports                                                       | Utrke/Vožnja, Simulacija      | Windows                         |
| 2001   | IHRA Drag Racing 2                                                     | Utrke/Vožnja                  | PlayStation 2                   |
| 2001   | Echelon                                                                | Akcija, Simulacija            | Windows                         |
| 2002   | The Elder Scrolls III: Morrowind                                       | Avantura, RPG                 | Windows, Xbox                   |
| 2002   | The Elder Scrolls III: Morrowind (Collector's Edition)                 | Avantura, RPG                 | Windows                         |
| 2002   | The Elder Scrolls III: Tribunal                                        | Avantura, RPG                 | Windows                         |
| 2003   | IHRA Drag Racing 2004                                                  | Utrke/Vožnja                  | Xbox                            |
| 2003   | The Elder Scrolls III: Bloodmoon                                       | Avantura, RPG                 | Windows                         |
| 2003   | The Elder Scrolls III: Bloodmoon & Tribunal Duopack                    | Avantura, RPG                 | Windows                         |
| 2003   | The Elder Scrolls III: Morrowind (Game of the Year Edition)            | Avantura, RPG                 | Windows, Xbox                   |
| 2003   | The Elder Scrolls III: Morrowind (Platinum Edition)                    | Avantura, RPG                 | Xbox                            |
| 2004   | The Elder Scrolls III: Morrowind (Game of the Year - Platinum Edition) | Avantura, RPG                 | Xbox                            |
| 2004   | IHRA Drag Profesional Racing 2005                                      | Utrke/Vožnja                  | Xbox, PlayStation 2             |
| 2004   | PBA Bowling 2004                                                       | Sport                         | Xbox, PlayStation 2             |
| 2006   | IHRA Drag Racing: Sportsman Edition                                    | Utrke/Vožnja                  | Windows, Xbox, PlayStation 2    |

### Igre razvijene sa strane Bethesde, ali izdane sa strane drugih izdavača
| Godina | Naslov                                    | Žanrovi         | Platforme                        | Izdavač              |
| ------ | ----------------------------------------- | --------------- | -------------------------------- | -------------------- |
| 1991   | Home Alone                                | Akcija          | NES                              | THQ                  |
| 1991   | Where's Waldo?                            | Puzzle          | NES                              | THQ                  |
| 2004   | High Rollers Casino                       | Karte, Kockanje | Xbox                             | Mud Duck Productions |
| 2006   | The Elder Scrolls IV: Oblivion            | Avantura, RPG   | Windows, Xbox 360, PlayStation 3 | 2K Games             |
| 2006   | The Elder Scrolls IV: Knights of the Nine | Avantura, RPG   | Windows, Xbox 360, PlayStation 3 | 2K Games             |
| 2007   | The Elder Scrolls IV: Shivering Isles     | Avantura, RPG   | Windows, Xbox 360, PlayStation 3 | 2K Games             |

### Igre proizvedene sa strane Bethesde
Sljedeće igre su proizvedene sa strane Bethesda-e, ali razvijene sa strane drugih razvijača. (Bilješka: Vir2L je dio Zenimax Media Inc., matične kompanije Bethesde, i Vir2L sebe naziva sestrinskom kompanijom Bethesda-e na svojoj veb lokaciji.)
| Godina     | Naslov                                               | Žanrovi                             | Platforme                            | Razvijač                                                           |
| ---------- | ---------------------------------------------------- | ----------------------------------- | ------------------------------------ | ------------------------------------------------------------------ |
| 1998       | F-16 Aggressor                                       | Simulacija                          | Windows                              | Virgin Interactive                                                 |
| 1998       | Magic & Mayhem                                       | Akcija, Strategija                  | Windows                              | Mythos Games                                                       |
| 2000       | Gromada                                              | Akcija                              | Windows                              | Buka Entertainment                                                 |
| 2000       | Sea Dogs                                             | Akcija, RPG, Simulacija, Strategija | Windows                              | Akella                                                             |
| 2001       | Magic & Mayhem: The Art of Magic                     | RPG, Strategija                     | Windows                              | Mythos Games                                                       |
| 2002       | Family Card Games Fun Pack                           | Karte                               | Playstation                          | Mud Duck Productions                                               |
| 2003       | Puzznic                                              | Puzzle, Akcija                      | Playstation                          | Altron                                                             |
| 2003       | Pirates of the Caribbean                             | RPG                                 | Windows, Xbox                        | Akella                                                             |
| 2003       | The Elder Scrolls Travels: Stormhold                 | Avantura, RPG                       | Java i Brew sposobni mobilni uređaji | Vir2L, izdano zajedno sa kompanijom MFORMA                         |
| 2004       | Powerdrome                                           | Utrke                               | Xbox, PlayStation 2                  | Argonaut Games, izdano zajedno sa kompanijom Mud Duck Productions  |
| 2004       | The Elder Scrolls Travels: Dawnstar                  | Avantura, RPG                       | Java i Brew sposobni mobilni uređaji | Vir2L                                                              |
| 2004       | The Elder Scrolls Travels: Shadowkey                 | Avantura, RPG                       | N-Gage                               | Vir2L, izdano zajedn sa kompanijom Nokia                           |
| 2004       | IHRA Drag Racing Multiplayer                         | Utrke/Vožnja, Simulacija            | Java i Brew sposobni mobilni uređaji | Vir2L, izdano zajedno sa kompanijom MFORMA                         |
| 2005, 2006 | Call of Cthulhu: Dark Corners of the Earth           | Avantura                            | Xbox, Windows                        | Headfirst Productions                                              |
| 2006       | Pirates of the Caribbean: The Legend of Jack Sparrow | Avantura                            | Windows, PlayStation 2               | 7 Studios, Buena Vista Games, izdano zajedno sa kompanijom Ubisoft |

## Spoljašnje veze
- Bethesda Softworks Архивирано на веб-сајту  (23. новембар 2007)
- ZeniMax Media Inc.
- UESP o Bethesda – UESPWiki članak o Bethesdi.
- Vir2L Studios , kompanija ZeniMax Media
- Mud Duck Productions Архивирано на веб-сајту  (12. март 2007), kompanija ZeniMax Media
- Službena stranica The Elder Scrollsa
- Bethesda Softworks profil na MobyGames
- Moby Games - Sadrži kratku biografiju i doprinose igrama osnivača Bethesde Christophera Weavera Oliver Ashworth

1. ↑  „The Elder Scrolls V: Skyrim — Википедија”. sr.wikipedia.org (на језику: српски). Приступљено 2020-12-25.